# St. Marien (Ebenhards)

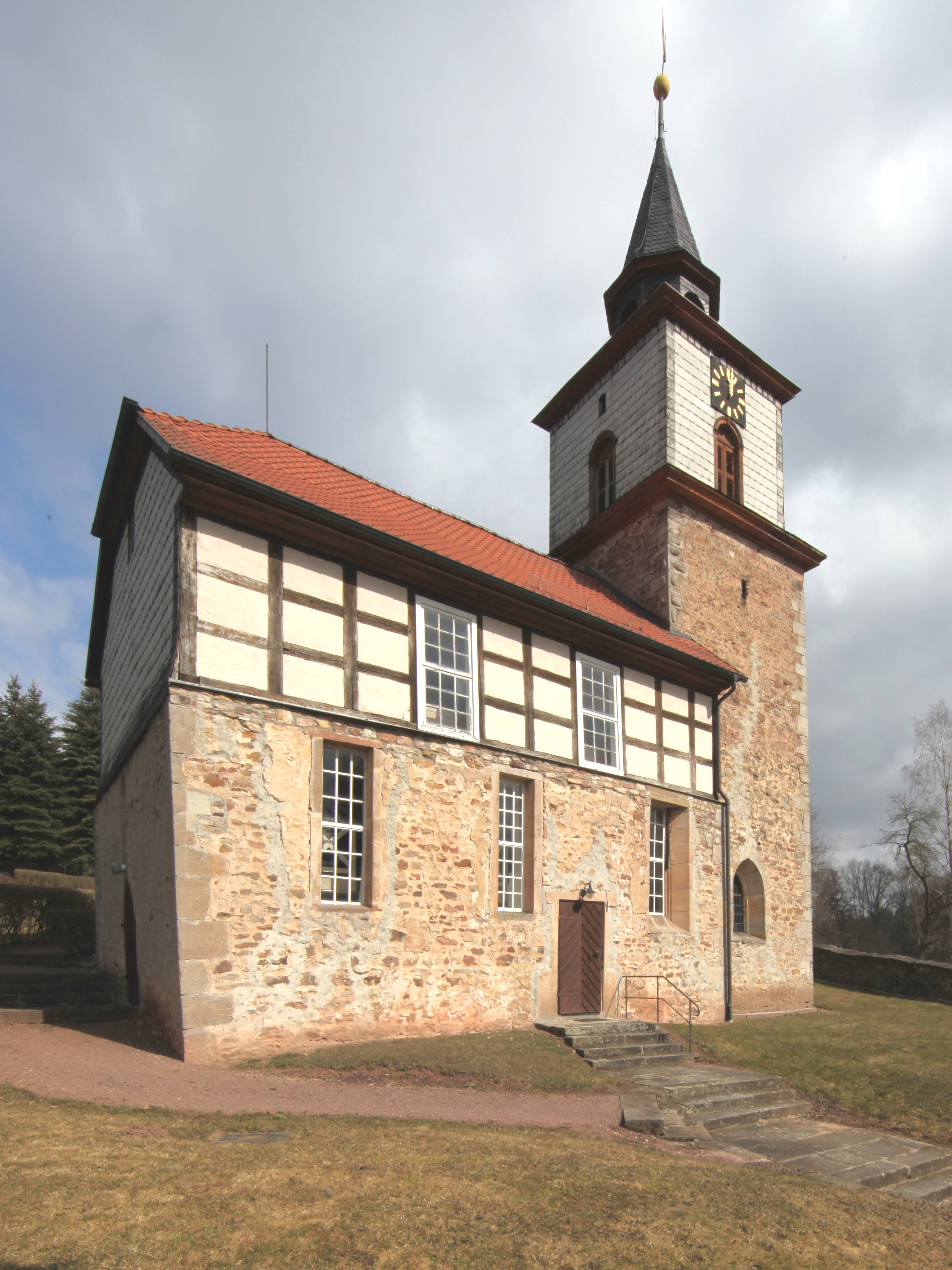
St. Marien

Die evangelisch-lutherische Dorfkirche St. Marien steht im Ortsteil Ebenhards der Stadt Hildburghausen im Landkreis Hildburghausen in Thüringen.

## Geschichte
Auf dem idyllisch gelegenen erhöhten Grundstück der 1401 erwähnten Kapelle Zu unseren lieben Frauen wurde 1517 diese Dorfkirche erbaut. Frühgotische Teile von ihr wurden in dem Unterbau des Kirchturms als älteste Bauelemente mit verbaut. Der fünf mal sechs Meter große Chorraum, der zugleich Unterbau des Turmes ist, und die Sakristei gehören dazu. Turm und Langhaus stehen auf massiven Grundmauern und besitzen als Aufbau Fachwerk. Ein spitzbogiger Triumphbogen ist der Übergang zum Haupthaus, das zwei Stufen tiefer liegt. Dort befindet sich der Altarraum.
Kirchenbänke und Emporen bieten 170 Personen Platz. Die Emporenbrüstungen sind mit Ornamenten verziert. Bestimmende Farbtöne sind Grün und Orange auf Ocker.